# David Fairclough
jugador holandés actualmente comentarista y circuito de sobremesas.
Le dicen el supersuplente porque entraba y tenía un rendimiento muy bueno.